# Conus ione
Conus ione е вид охлюв от семейство Conidae. Видът не е застрашен от изчезване.

## Разпространение и местообитание
Разпространен е в Западна Австралия, Мозамбик, Нова Каледония, Провинции в КНР, Реюнион, Тайван, Филипини и Япония.
Обитава морета и лагуни. Среща се на дълбочина от 238 до 552,5 m, при температура на водата от 8,3 до 18,4 °C и соленост 34,6 – 35,6 ‰.